# Inlăceni, Harghita
Inlăceni (în maghiară Énlaka) este un sat în comuna Atid din județul Harghita, Transilvania, România.

## Istoric

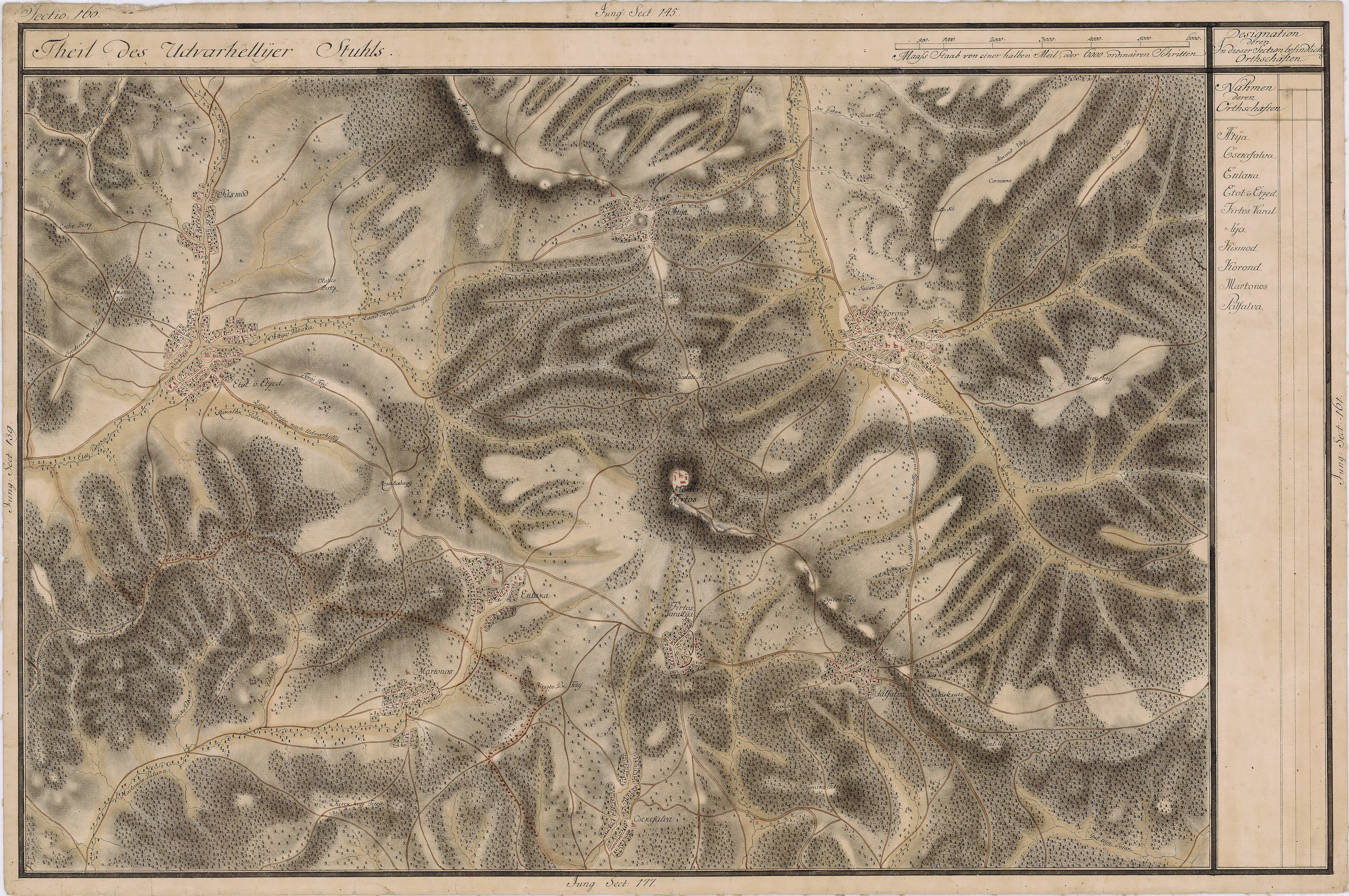
Inlăceni în Harta Iosefină a Transilvaniei, 1769-73

Inlăceni este un sat locuit exclusiv de maghiari (226 de persoane în 1992, 187 de persoane în 2002). Se află la o distanță de 25 km de Odorheiu Secuiesc, respectiv 18 km de Cristuru Secuiesc.
Biserica unitariană a fost ridicată în sec. al XV-lea din pietre romane. Edificiul este reprezentativ pentru goticul transilvănean. În pragul bisericii a fost zidită o lespede romană, care povestește despre vizita unui funcționar imperial de rang înalt. După reforma protestantă lăcașul a fost prevăzut cu o inscripție cu rune secuiești din sec. al XVII-lea, descoperită de savantul Balázs Orbán. Potrivit studiilor de specialitate a fost descifrată formula „Egy az Isten" ("Dumnezeul e unul singur"), deviza unitariană.

## Monumente
- Biserica unitariană (sec. al XV-lea)

## Imagini

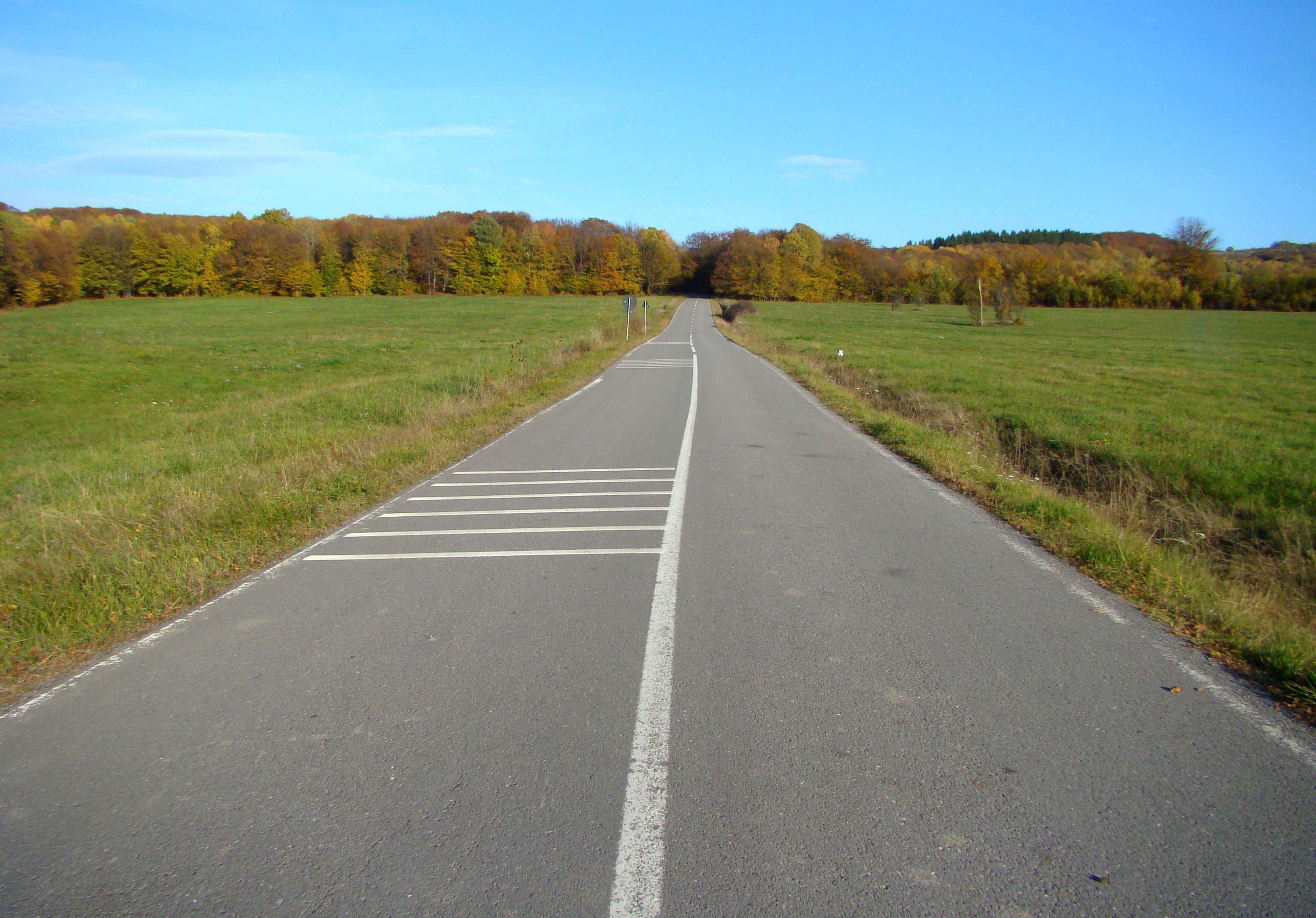
Drumul spre Inlăceni
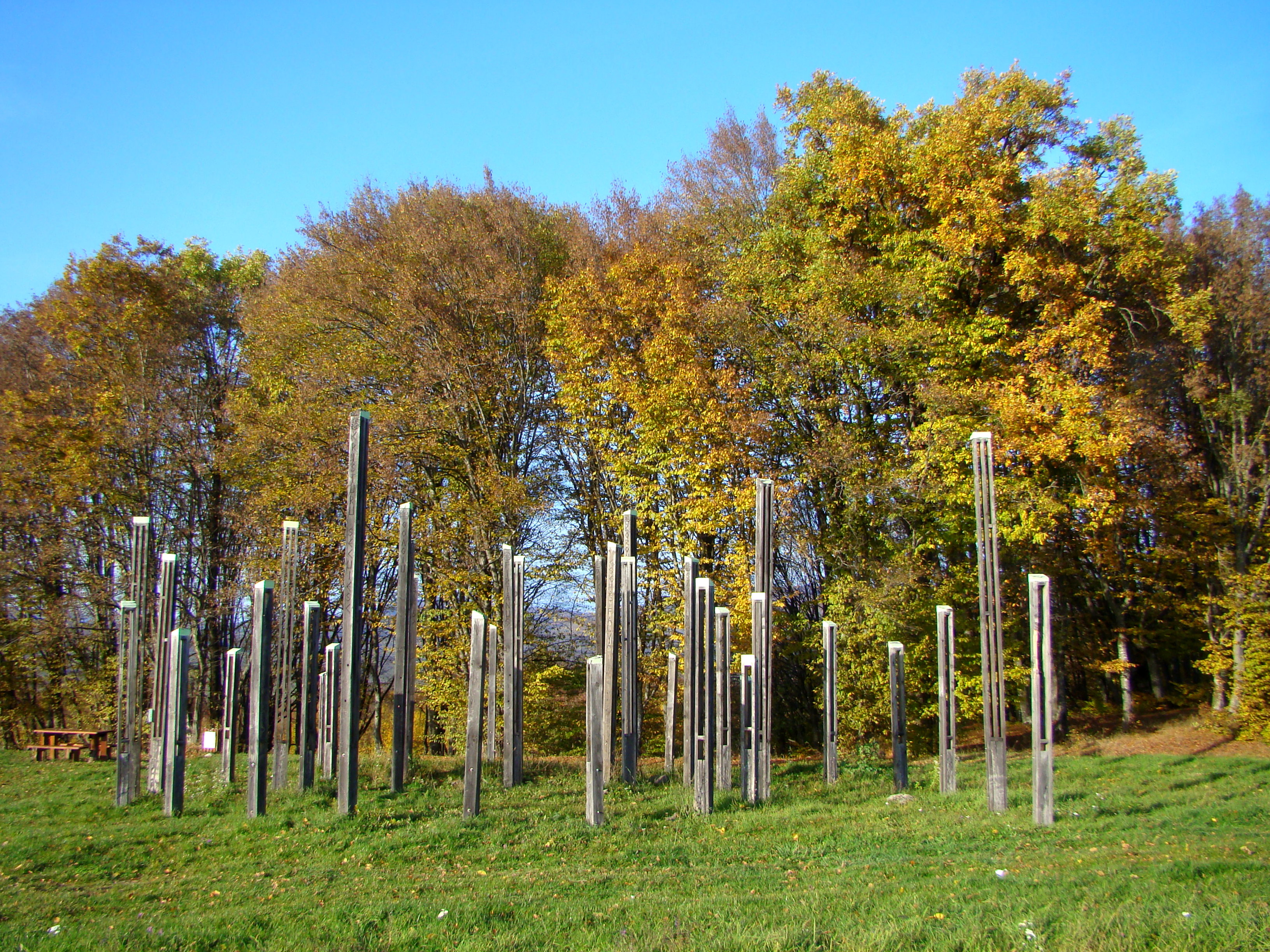
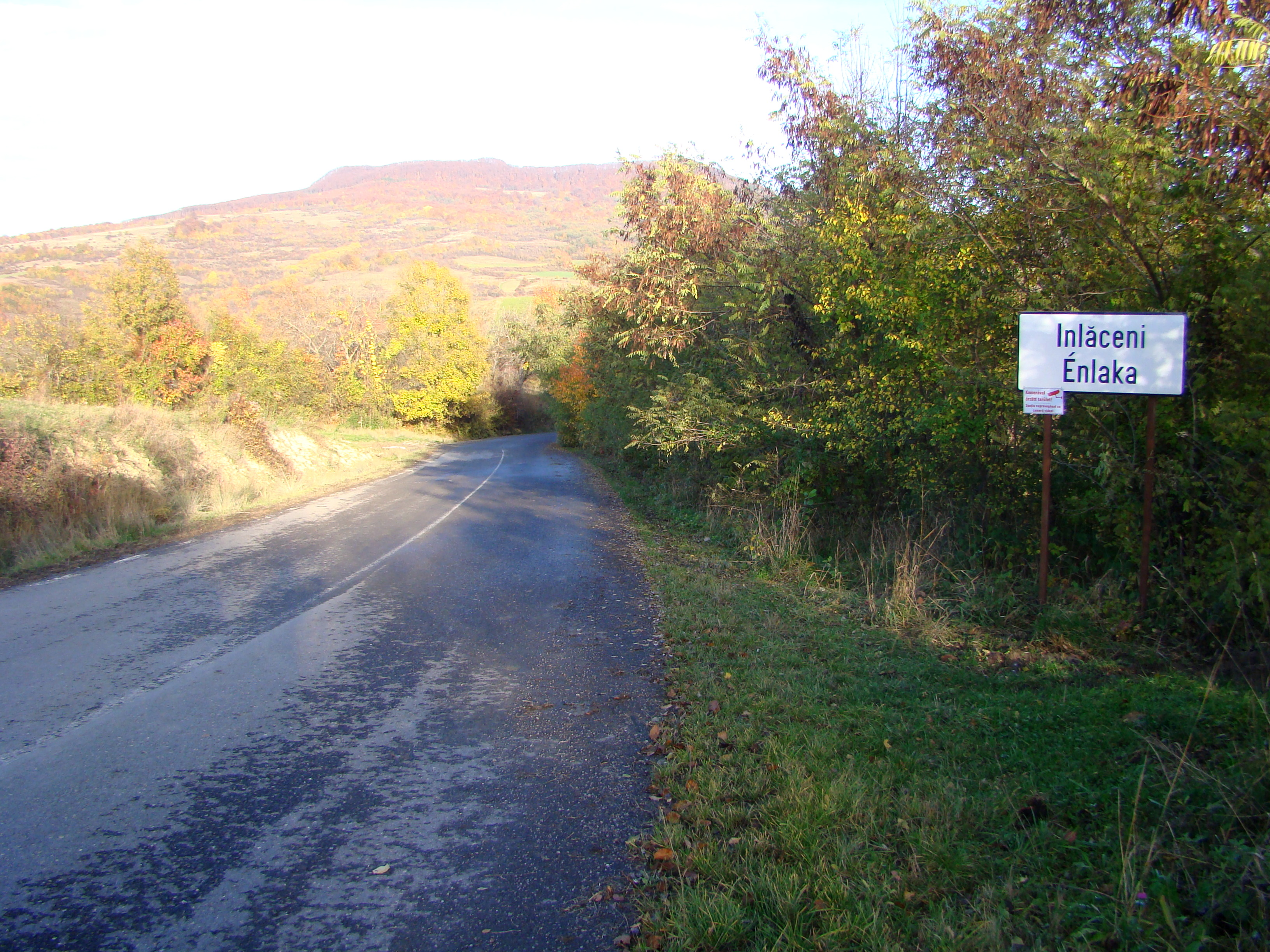
Intrarea în sat
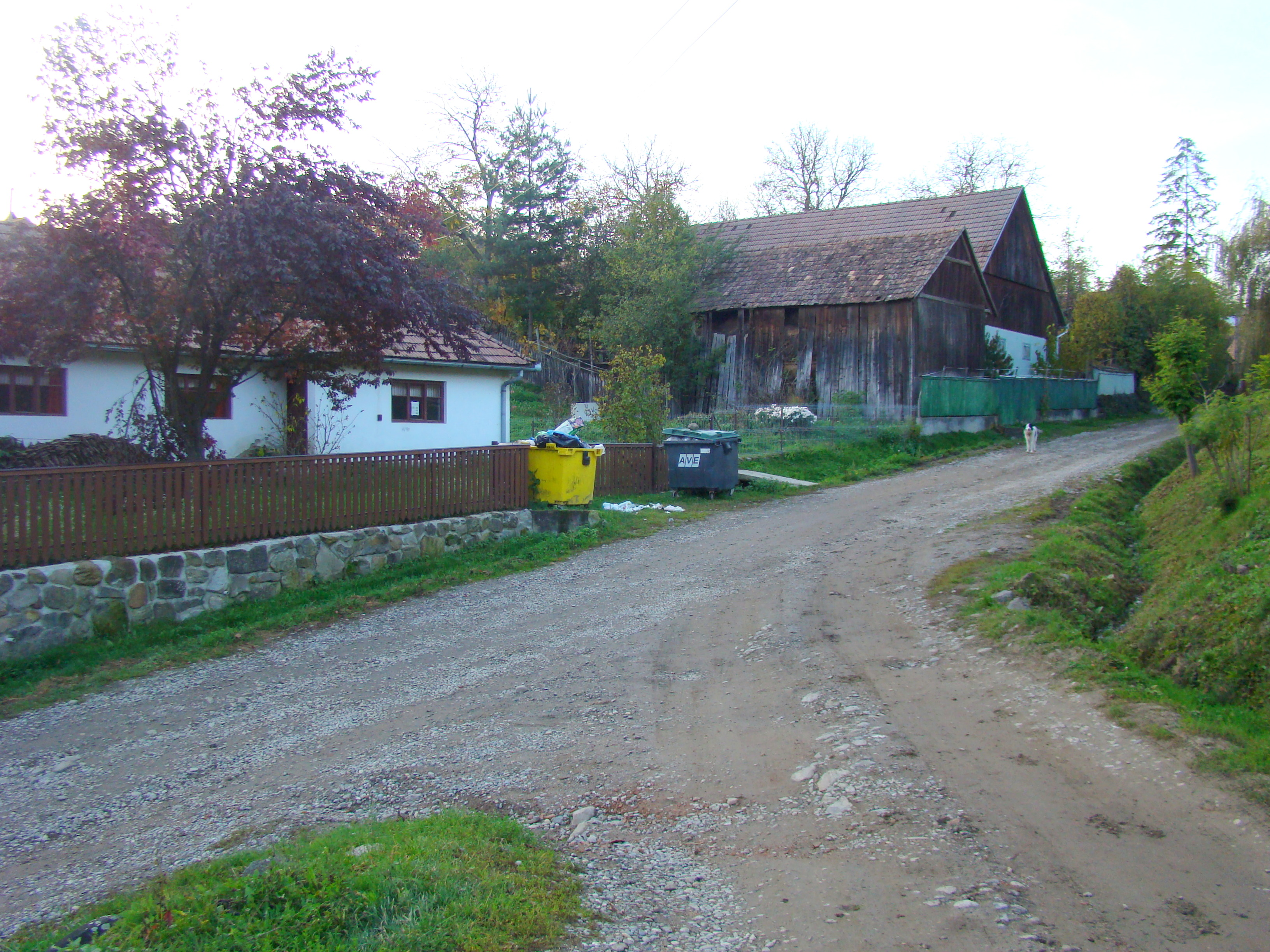
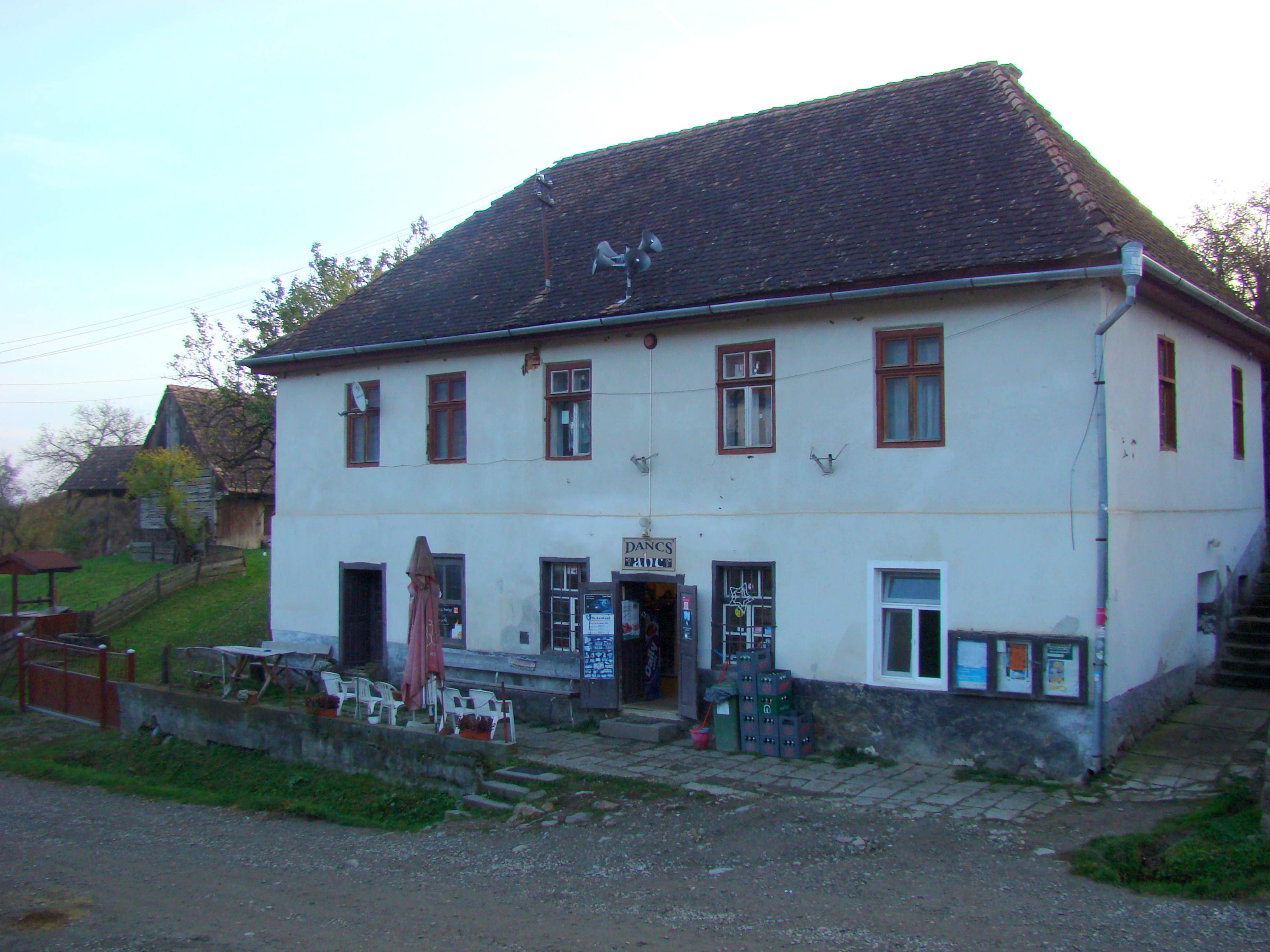
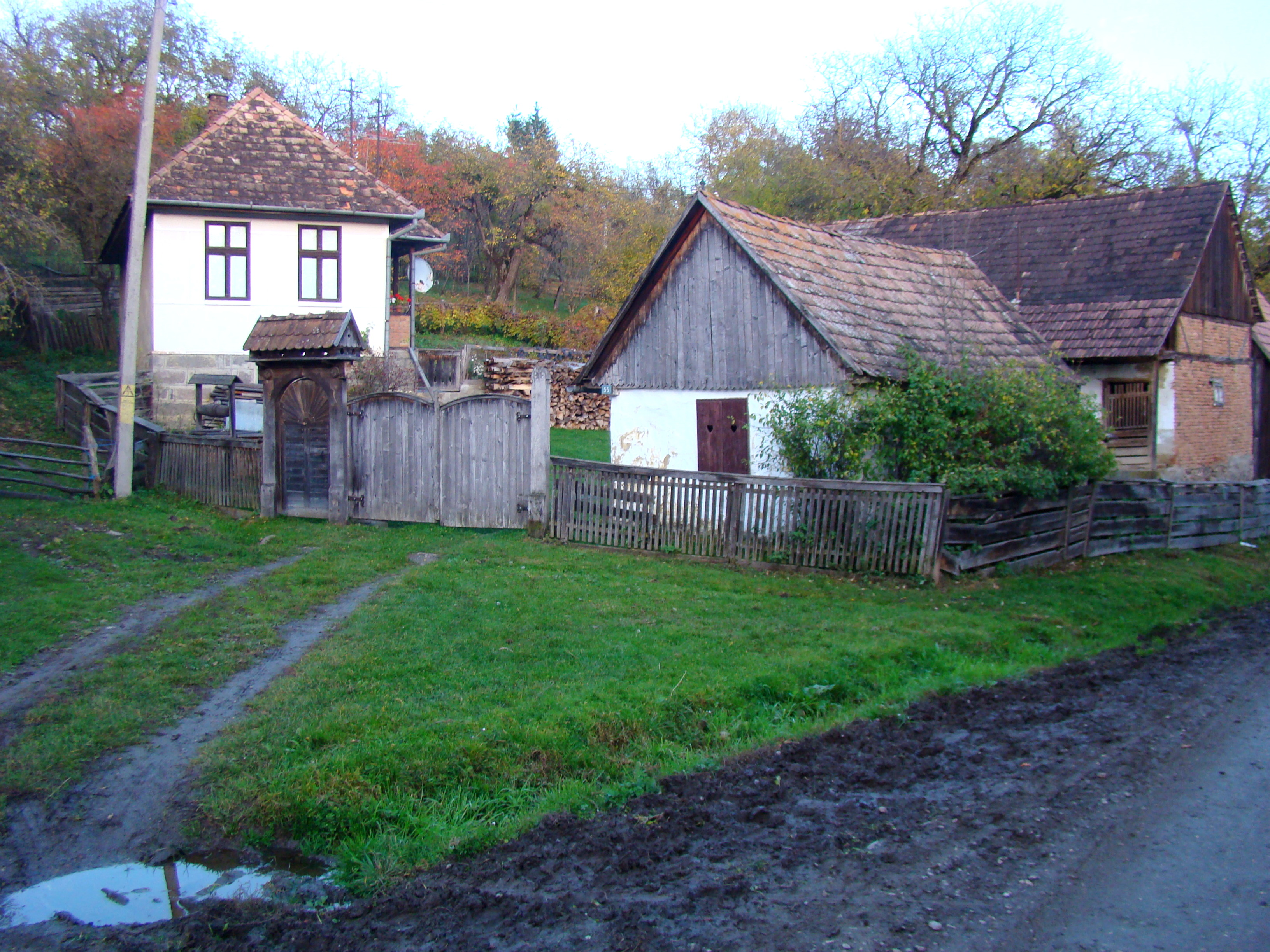
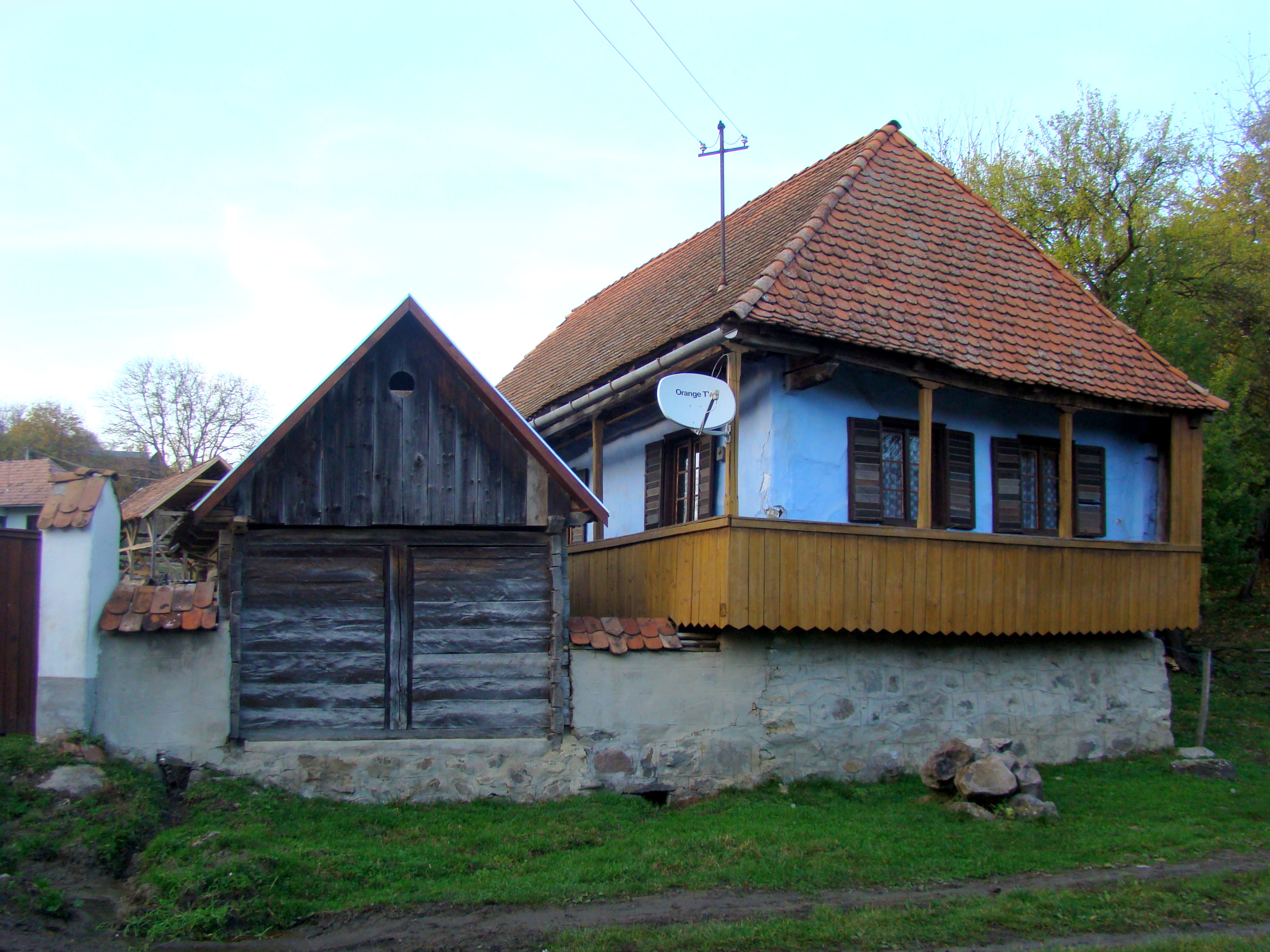
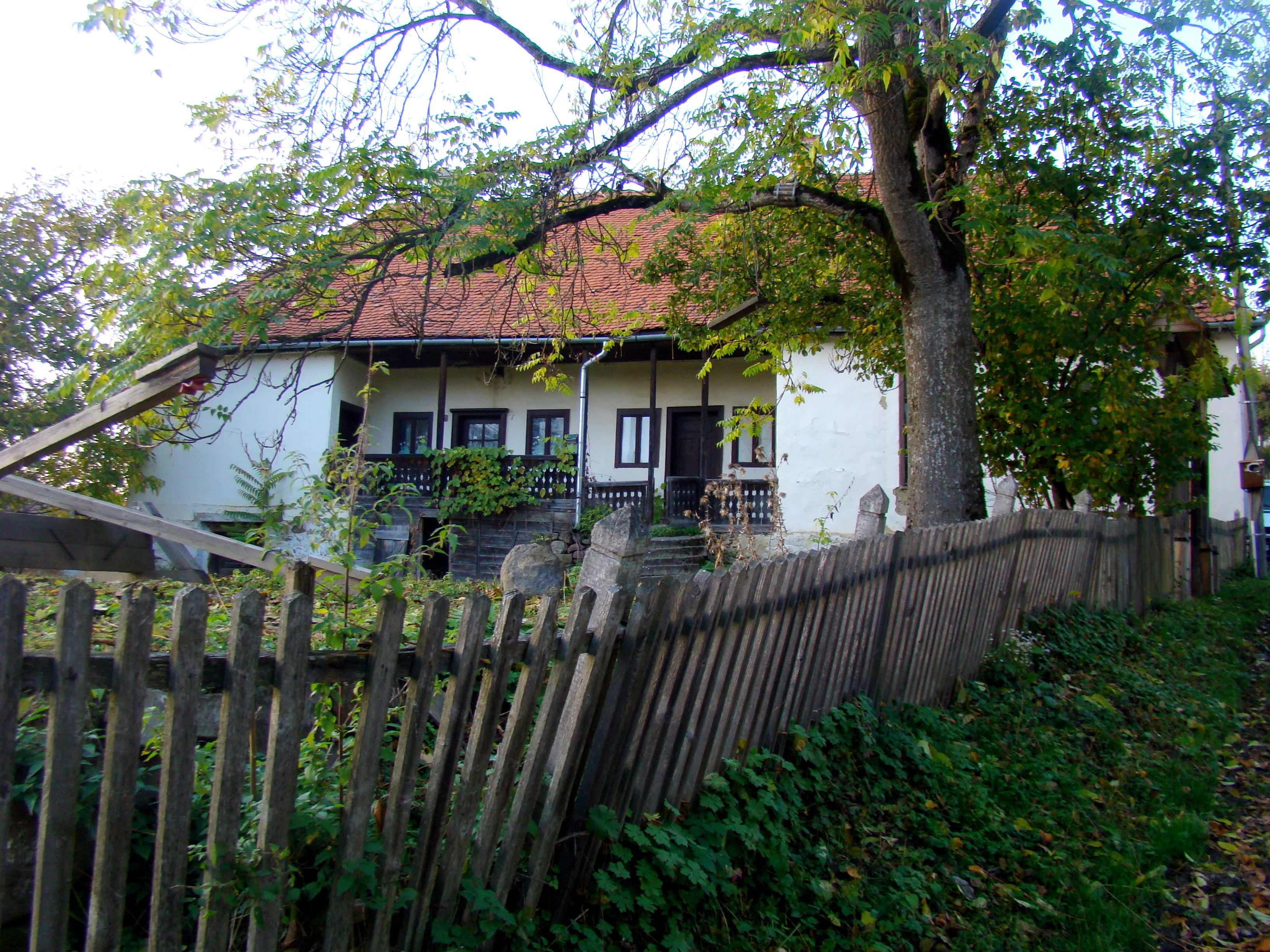
Fosta școală și grădiniță
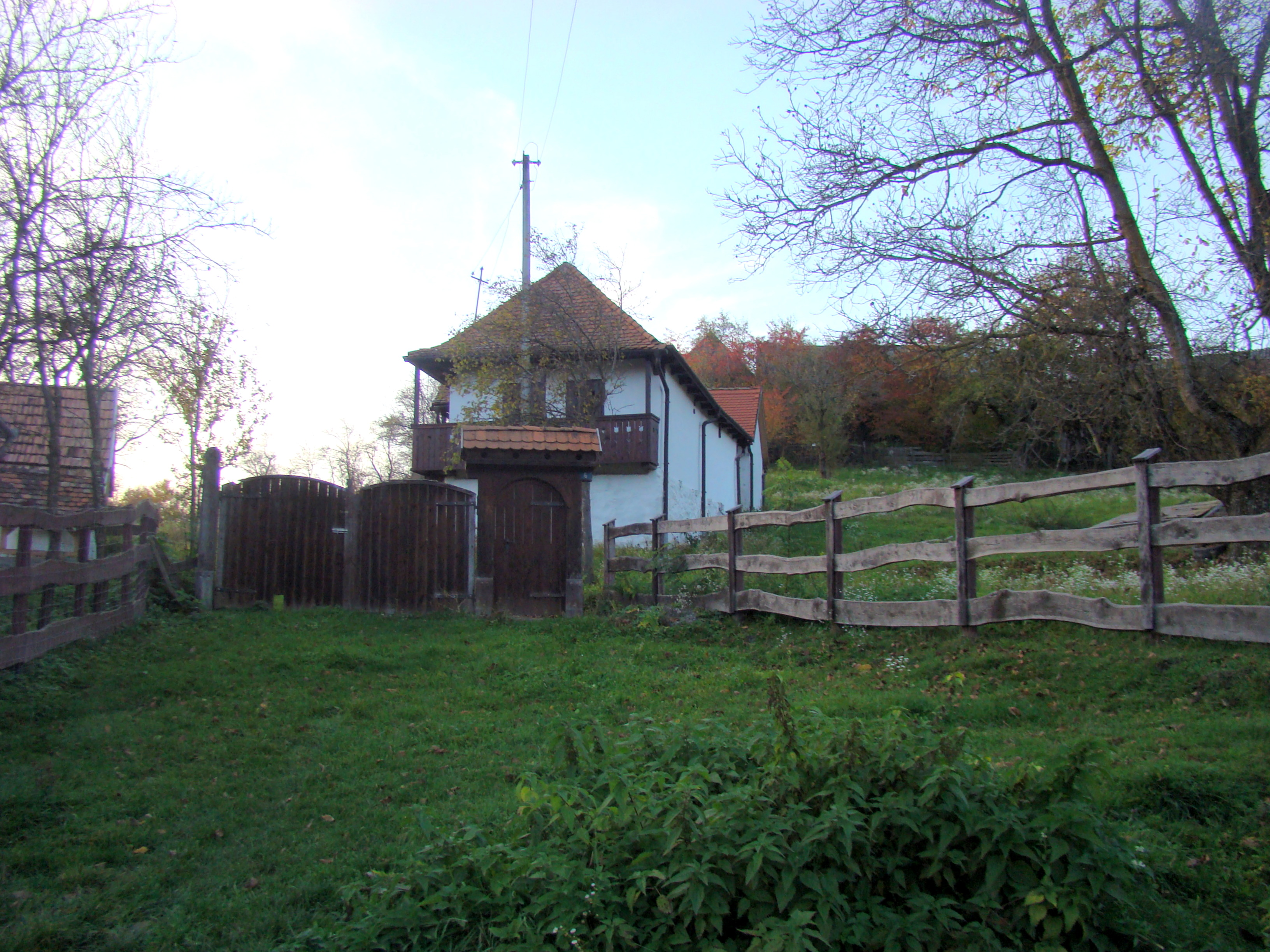
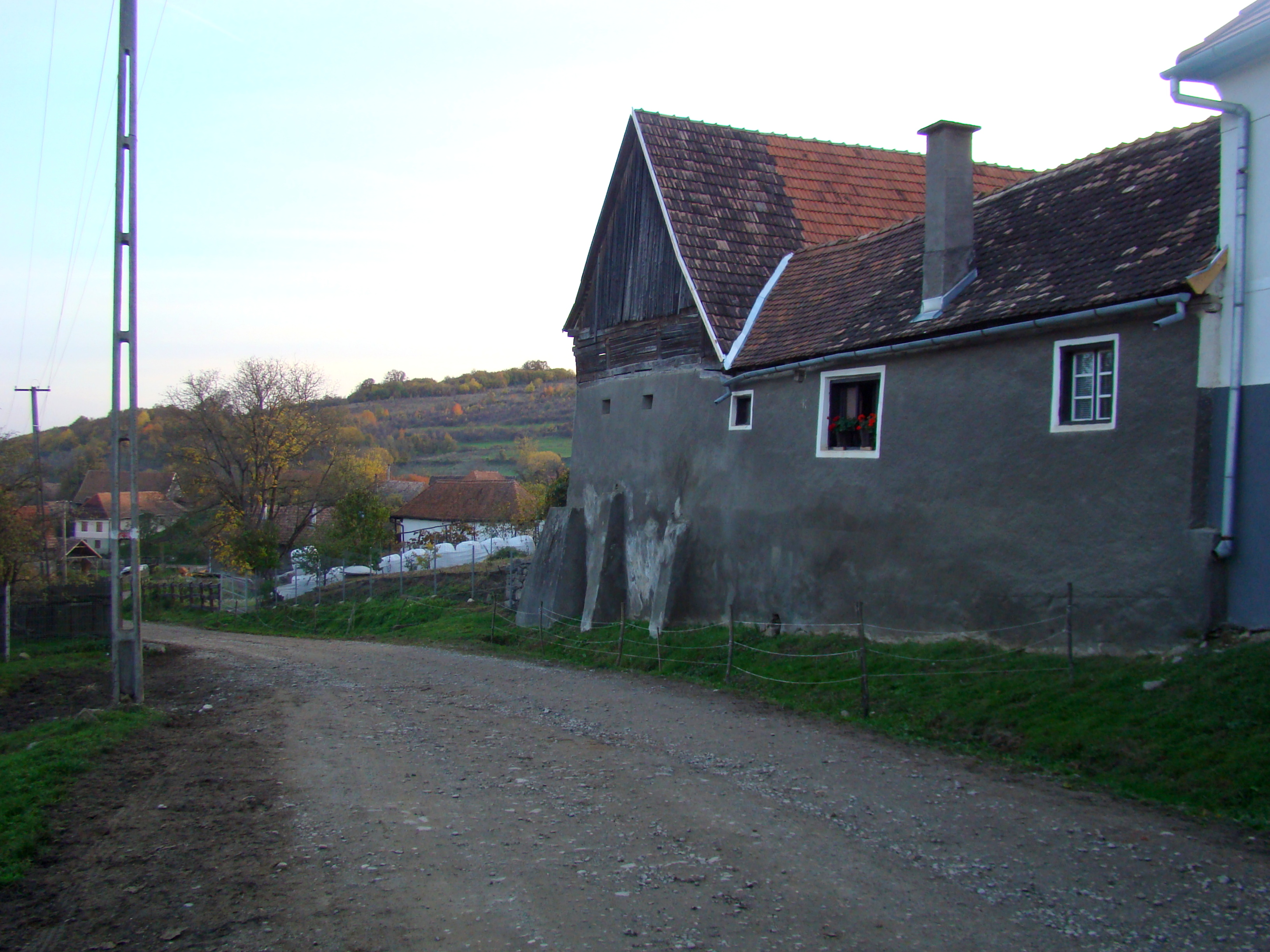
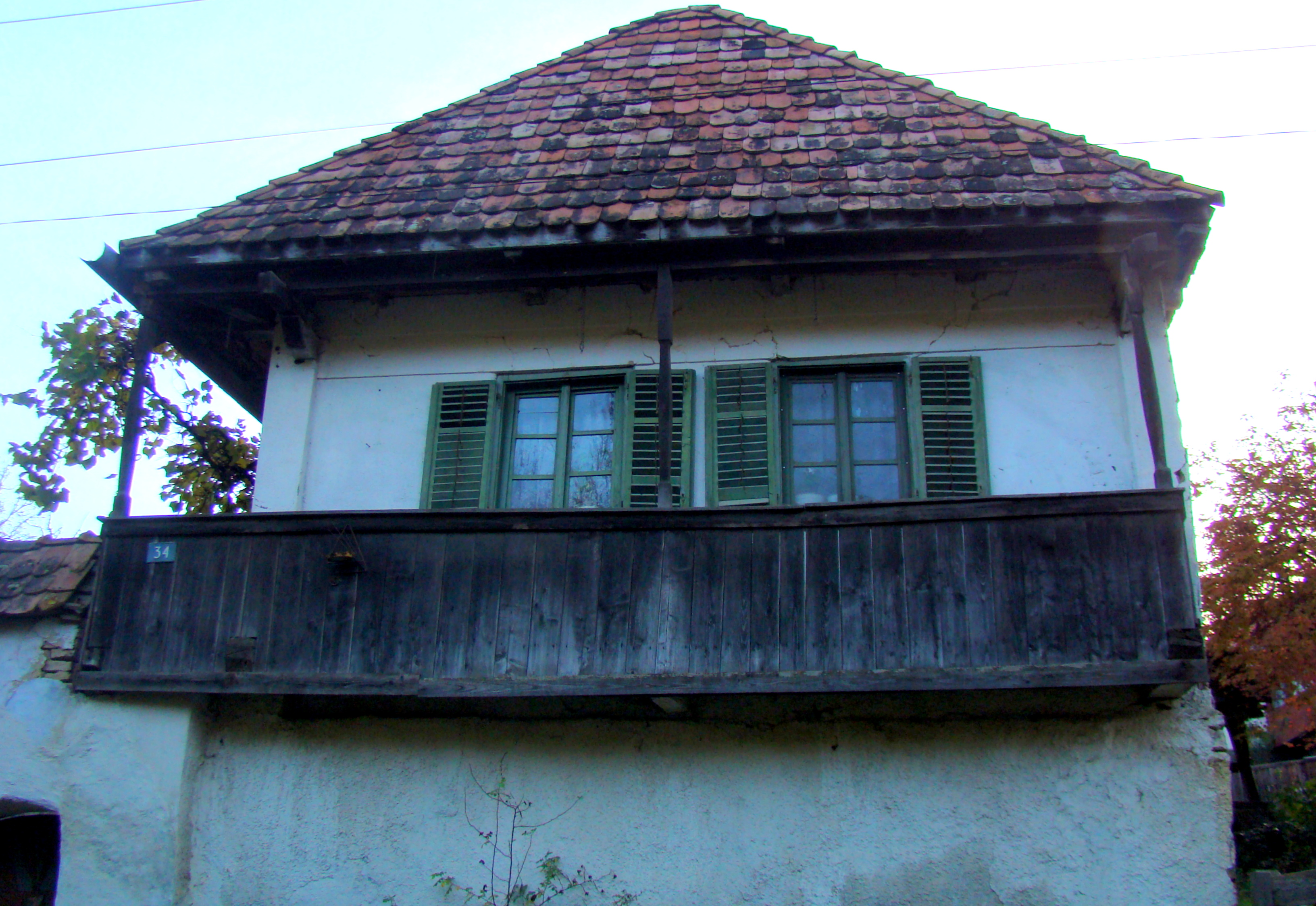
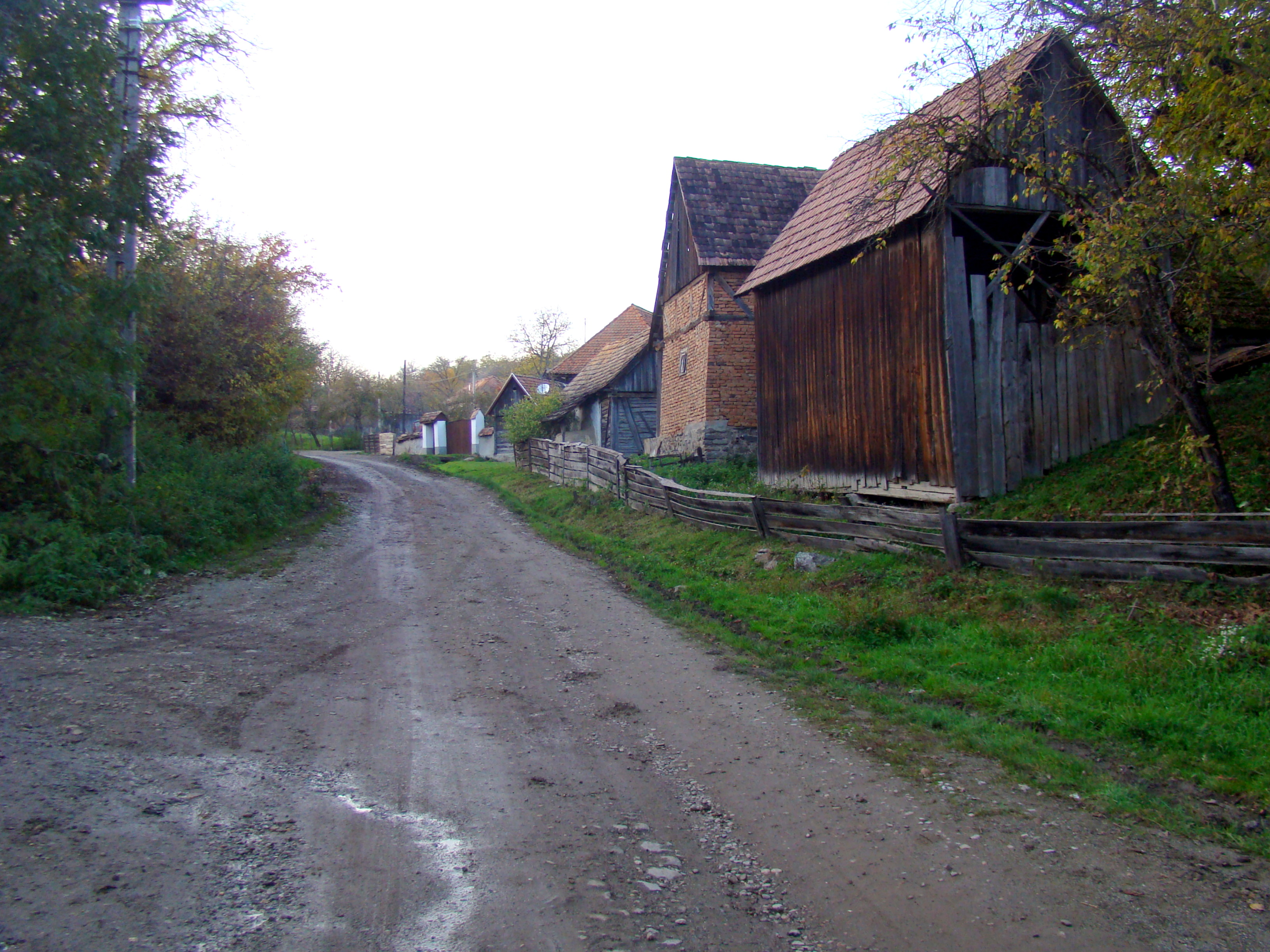
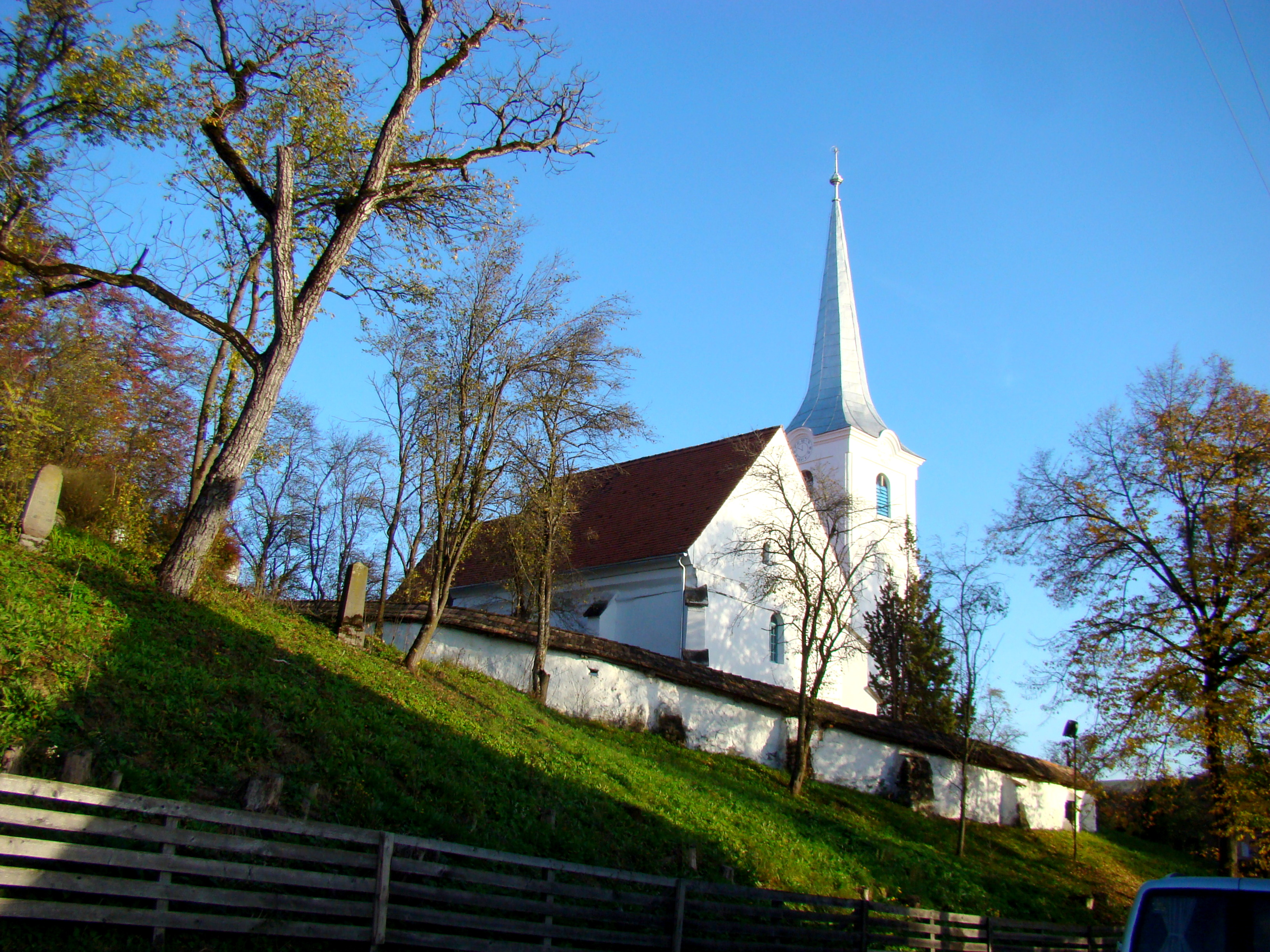
Biserica unitariană (monument istoric)
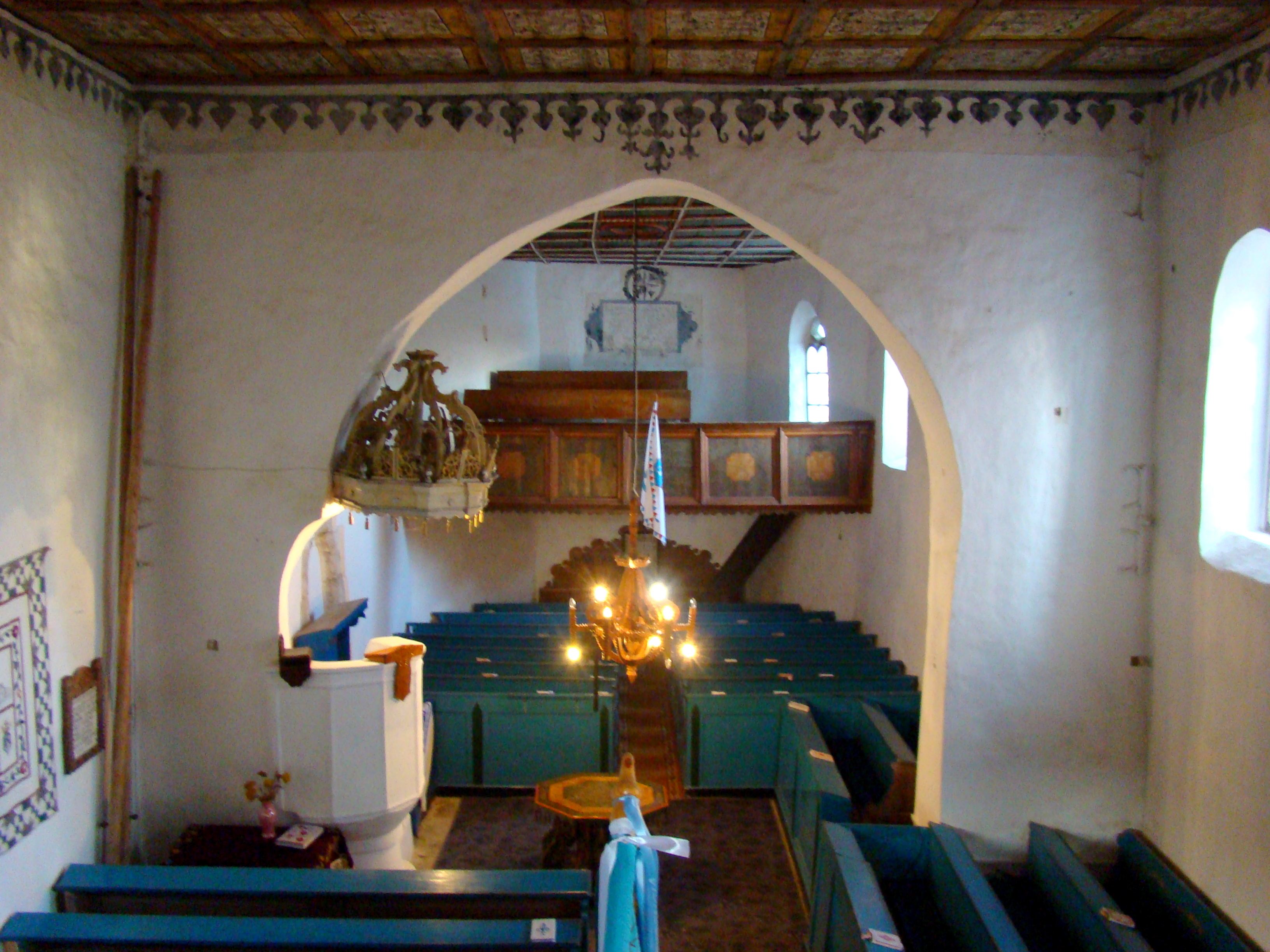
Interiorul navei
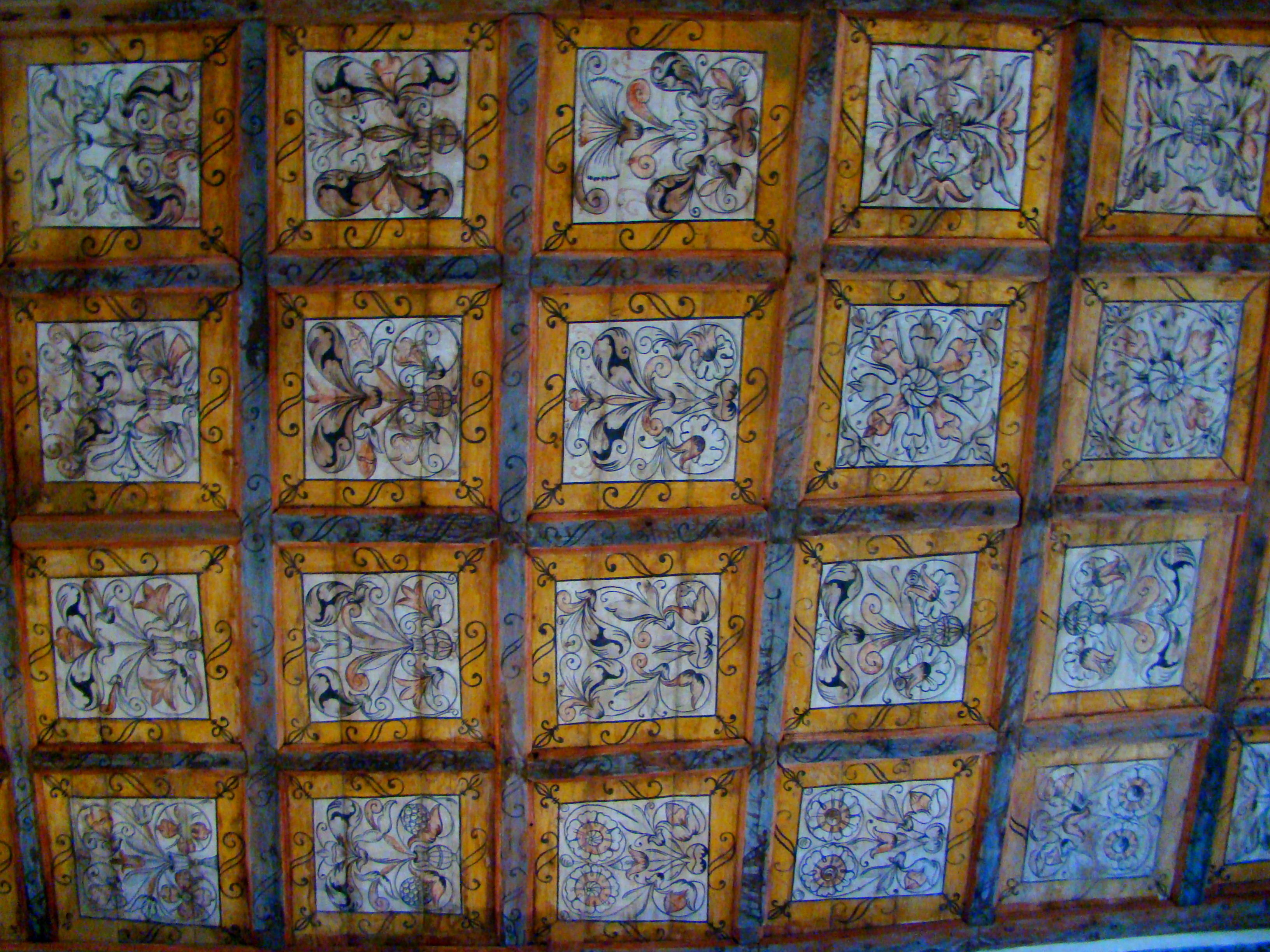
Tavanul casetat
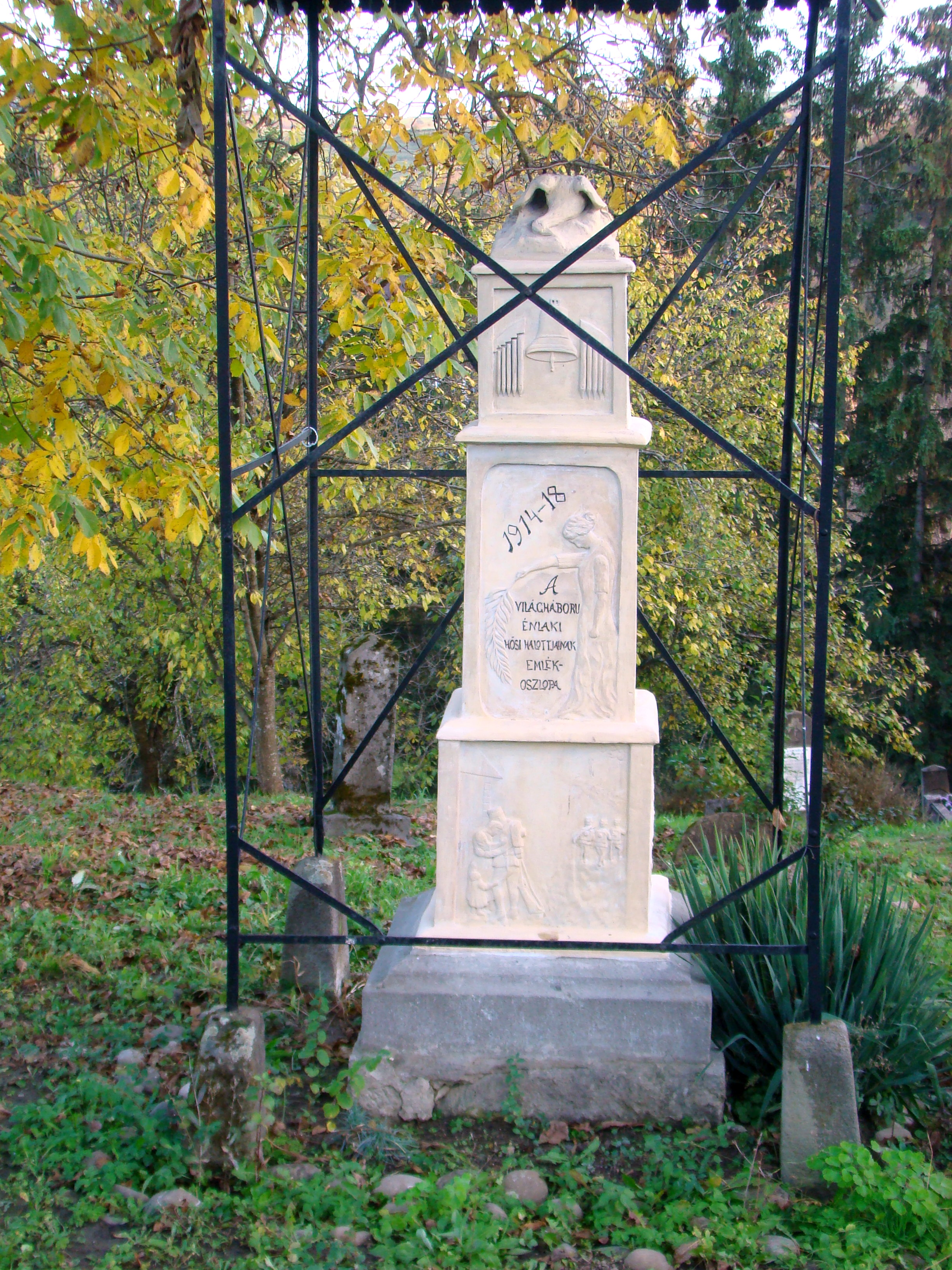
Monumentul eroilor
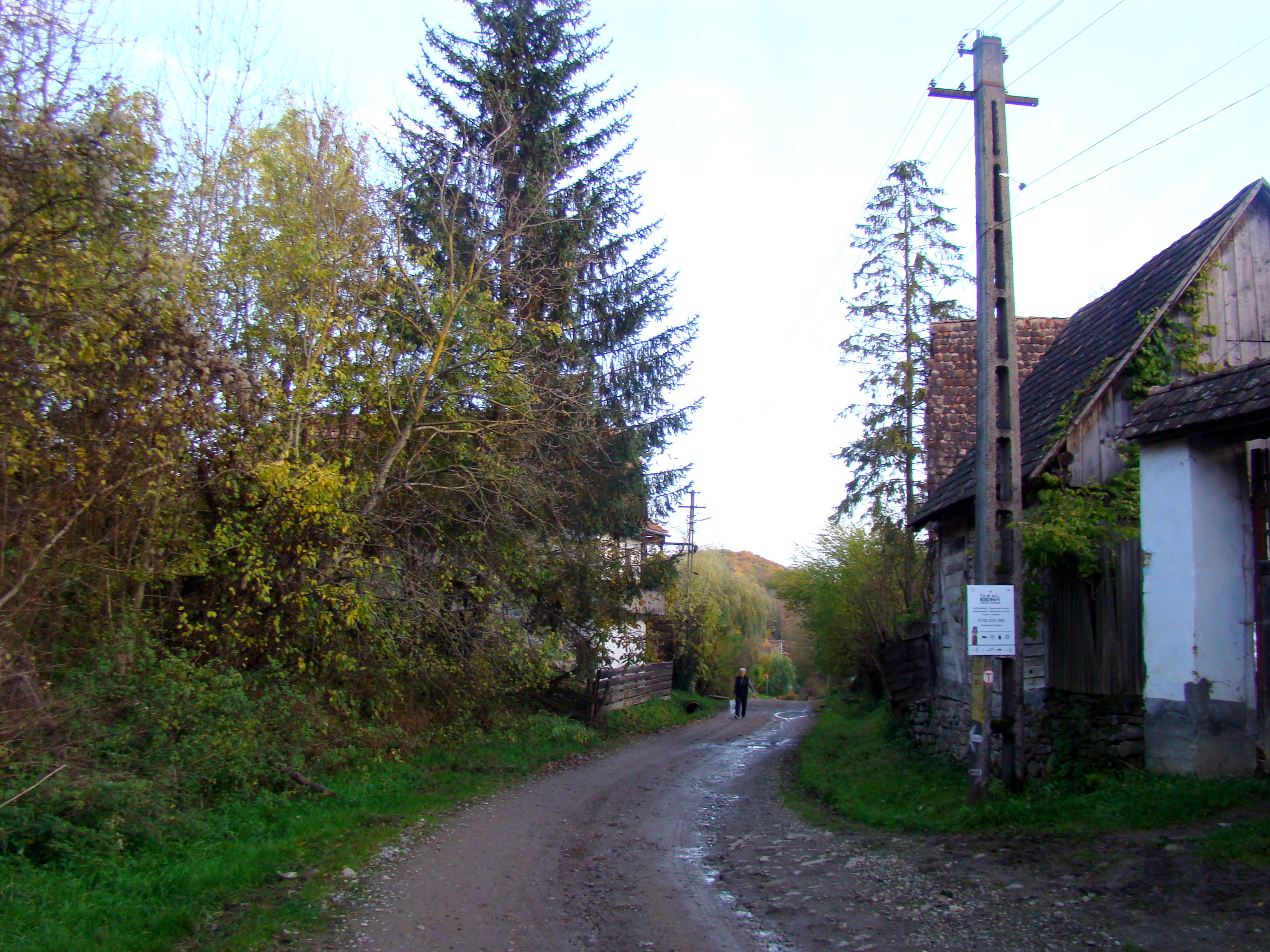